# Brachyhesma scapata
Brachyhesma scapata är en biart som beskrevs av Exley 1977. Brachyhesma scapata ingår i släktet Brachyhesma och familjen korttungebin. Inga underarter finns listade.

## Bildgalleri

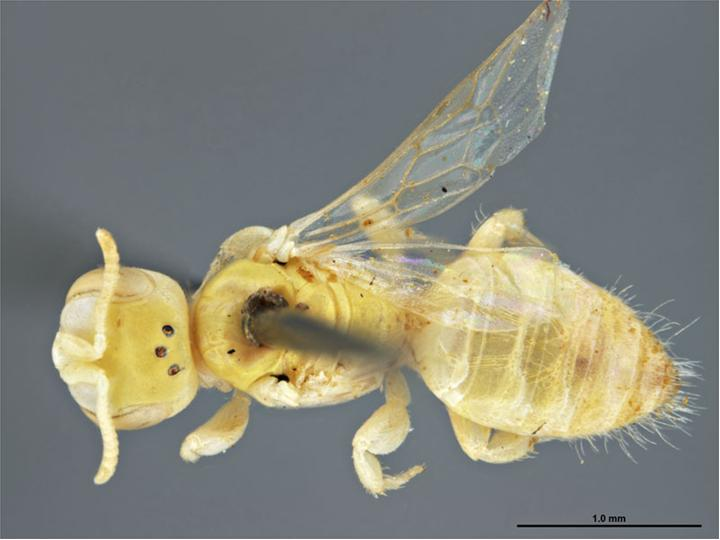